# The Room (computerspel)
The Room is een computerspel van Fireproof Games dat in 2012 werd uitgebracht voor iOS, in 2013 volgde een versie voor Android.
Het is een driedimensionaal puzzelspel waarbij de speler een houten doos moet openen door bepaalde handelingen uit te voeren. Door door een speciale lens te kijken krijgt de speler aanwijzingen die zonder de lens onzichtbaar zijn.

## Ontvangst
Het spel werd tot maart 2013 1,4 miljoen keer verkocht. Het won diverse prijzen, zoals:
- iPad Game of the Year 2012 - Apple Inc
- Best British Game 2012 - BAFTA
- Best Handheld/Mobile Game 2012 - Game Developers Choice Awards
- Excellence in Visuals - The International Mobile Game Awards 2012
- People's Choice Award - The International Mobile Game Awards 2012
- Best Game Design 2012 - TIGA
- Best Mobile/iOS Game 2012 - New York Video Game Critics Circle Awards
- Best Mobile Puzzle Game - JayisGames.com
- Best iPad Game 2012 - Gamezebo
- Best Mobile Game 2012 - Cnet Aus

## Platforms
| Jaar | Platform        |
| ---- | --------------- |
| 2012 | iPad, iPhone    |
| 2013 | Android         |
| 2018 | Nintendo Switch |